# Котовская, Барбара
Барбара Котовская (род. 8 апреля 1966, Рацибуж, Опольское воеводство) — польская спортсменка по современному пятиборью.. Первая польская чемпионка мира по пятиборью. Двукратная чемпионка мира.

## Биография
Получила образование в региональном центре для спорта и отдыха в Дрзонкове. Наибольшего успеха добилась в 1985 году на чемпионате мира в Монреале, где выиграла две золотые медали в индивидуальном и командном первенстве (с Анной Баян и Доротой Новак). Чемпионка Польши по современному пятиборью (1984, 1986) в личном первенстве.
После завершения спортивной карьеры работала тренером в Зелёна-Гуре в спортивном клубе.
Она была замужем за Аркадиушем Скшипашеком, дважды золотым медалистом на Олимпийских играх в 1992 году Барселоне.